# Az emberi csontok listája

Az emberi csontváz elölnézetben

Az emberi csontvázat 206–208 csont alkotja.

## Akoponyacsontjai

### Az agykoponya (cranium cerebrale) csontjai
- Homlokcsont (os frontale)
- Falcsont (os parietale) (2)
- Halántékcsont (os temporale) (2)
- Nyakszirtcsont (os occipitale)
- Ékcsont (os sphenoidale)

### Az arckoponya (cranium viscerale) csontjai
- Állkapocscsont (mandibula)
- Felső állcsont (maxilla) (2)
- Szájpadcsont (os palatinum) (2)
- Járomcsont (os zygomaticum) (2)
- Orrcsont (os nasale) (2)
- Könnycsont (os lacrimale) (2)
- Ekecsont (vomer)
- Orrkagyló (concha nasalis) (2)
- Rostacsont (os ethmoidale)

### Hallócsontok
- Kalapács (malleus) (2)
- Üllő (incus) (2)
- Kengyel (stapes) (2)

## Anyelvcsontja
- Nyelvcsont (os hyoideum)

## Agerinc"(csigolyaoszlop)" csontjai
- Nyaki csigolyák (vertebrae cervicales) (7)

Az 1. nyakcsigolya neve atlas (vagy magyarul, régiesen fejgyám), a 2. nyakcsigolya neve axis (régiesen epistropheus), a 7. nyakcsigolya neve vertebra prominens (= „kiemelkedő csigolya”)
- Háti csigolyák (vertebrae thoracales) (12)
- Ágyék csigolyák (vertebrae lumbales) (5)
- Keresztcsont (os sacrum) (5 csigolya összenőve)
- Farokcsont (os coccygis) (4 vagy 5 csigolya összenőve)

## A mellkas csontjai
- Szegycsont (sternum)
- Bordák (costae) (2 × 12)

A felső hét pár bordát valódi bordáknak (costae verae) nevezik, a további öt párt álbordáknak (costae spuriae), közülük az utolsó két párt lengőbordáknak (costae fluctuantes)

## A felső végtag csontjai

### Avállövcsontjai
- Kulcscsont (clavicula) (2)
- Lapocka (scapula) (2)

### Afelkarcsontja
- Felkarcsont (humerus) (2)

### Alkarcsontok(ossa antebrachii)
- Orsócsont (radius) (2)
- Singcsont (ulna) (2)

### Akézcsontjai (ossa manus)

#### Kéztőcsontok(ossa carpi)
- Borsócsont (os pisiforme) (2)
- Fejescsont (os capitatum) (2)
- Horgascsont (os hamatum, hamulus ossis harmati) (2)
- Holdascsont (os lunatum) (2)
- Háromszögletű csont (os triquetrum) (2)
- Kis trapézcsont (os trapezoideum) (2)
- Sajkacsont (os scaphoideum) (2)
- Trapézcsont (os trapezium) (2)

#### Kézközépcsontok(ossa metacarpalia)
- I. kézközépcsont (2)
- II. kézközépcsont (2)
- III. kézközépcsont (2)
- IV. kézközépcsont (2)
- V. kézközépcsont (2)
- Lencsecsontok (szezámcsontok, ossa sesamoidea) (2 × 4 – kettő az I. kézközépcsont fejénél, valamint egy-egy a II. és az V. kézközépcsont fejénél)

#### A kéz ujjperccsontjai(phlanges digitorum manus)
- Alappercek (phalanx proximalis) (2 × 5)
- Középpercek (phalanx media) (2 × 4 – mivel a hüvelykujjnak csak alap- és körömperce van)
- Körömpercek (phalanx distalis) (2 × 5)

## Az alsó végtag csontjai

### Amedenceövcsontjai
- A keresztcsontot és a farokcsontot korábban említettük
- Medencecsont (os coxae) (2)
  - Csípőcsont (os ilium)
  - Ülőcsont (os ischii)
  - Szeméremcsont (os pubis)

### Acombcsontjai
- Combcsont (femur) (2)
- Térdkalács (patella) (2)

### Lábszárcsontok(ossa cruris)
- Sípcsont (tibia) (2)
- Szárkapocscsont (fibula) (2)

### Alábcsontjai (ossa pedis)

#### Lábtőcsontok(ossa tarsi)
- Ugrócsont (talus) (2)
- Sarokcsont (calcaneus) (2)
- Sajkacsont (os naviculare) (2)
- Belső ékcsont (os cuneiforme mediale) (2)
- Középső ékcsont (os cuneiforme medium) (2)
- Külső ékcsont (os cuneiforme laterale) (2)
- Köbcsont (os cuboideum) (2)

#### Lábközépcsontok(ossa mesatarsalia)
- I. lábközépcsont (2)
- II. lábközépcsont (2)
- III. lábközépcsont (2)
- IV. lábközépcsont (2)
- V. lábközépcsont (2)
- Lencsecsontok (ossa sesamoidea) (2 × 2 – az I. lábközépcsont fejénél)

#### A láb ujjperccsontjai(ossa digitorum pedis)
- Alappercek (phalanx proximalis) (2 × 5)
- Középpercek (phalanx media) (2 × 4 – mivel az öregujjnak csak alap- és körömperce van)
- Körömpercek (phalanx distalis) (2 × 5)